# Francisco García Orús
Francisco García Orús (Barcelona, 28 de septiembre de 1930 - Barcelona, 11 de septiembre de 2011) fue un jugador de ajedrez español, subcampeón nacional y alcanzó la categoría de Maestro Nacional.

## Resultados destacados en competición
Fue subcampeón de España en el año 1965 por detrás de Jesús Díez del Corral.
Participó representando a España en un Campeonato de Europa de ajedrez por equipos en el año 1961 en Oberhausen y en una Copa Clare Benedict en el año 1966 en Brunnen.